# Ricky Sprocket
Ricky Sprocket è una serie televisiva animata canadese del 2007 creata da David Fine e Alison Snowden. La serie è stata trasmessa per la prima volta in Canada su Teletoon e successivamente su Nickelodeon negli Stati Uniti dal 30 agosto 2007 al 4 maggio 2009, per un totale di 26 episodi, ripartiti in 2 stagioni. In Italia la serie è stata trasmessa su Nickelodeon da novembre 2007.

## Trama
La serie vede Ricky Sprocket, il bambino attore più famoso del mondo, lavorare per la Wishworks (parodia della Dreamworks) sotto la direzione del suo capo Louie Fischburger. Nonostante il suo successo e la sua ricchezza, Ricky Sprocket vive una vita normale da bambino medio: Gli piace uscire con gli amici ed è rivale della bambina attrice Kitten Kaboodle.

## Episodi
| Stagione         | Episodi | Prima TV Canada | Prima TV Italia |
| ---------------- | ------- | --------------- | --------------- |
| Prima stagione   | 12      | 2007            | 2007            |
| Seconda stagione | 14      | 2008-2009       | 2009            |

## Personaggi
- Ricky Sprocket, voce originale di Jillian Michaels, italiana di Valentina Favazza.
- Ethel Sprocket, voce originale di Kathleen Barr, italiana di Jolanda Granato
- Bunny Sprocket, voce originale di Jayne Eastwood, italiana di Lorella De Luca.
- Leonard Sprocket, voce originale di Jeff Lumby, italiana di Oliviero Corbetta.
- Jamal Pennycook, voce originale di Dorla Bell, italiana di Davide Garbolino.
- Louie Fischburger, voce originale di Scott McNeil, italiana di Giorgio Bonino.
- Kitten Kaboodle, voce originale di Andrea Libman, italiana di Emanuela Pacotto.
- Vanessa Stimlock, voce originale di Tabitha St. Germain, italiana di Caterina Rochira.
- Morris Moony, voce originale di Ashleigh Ball, italiana di Marcella Silvestri.